# Beaujolais

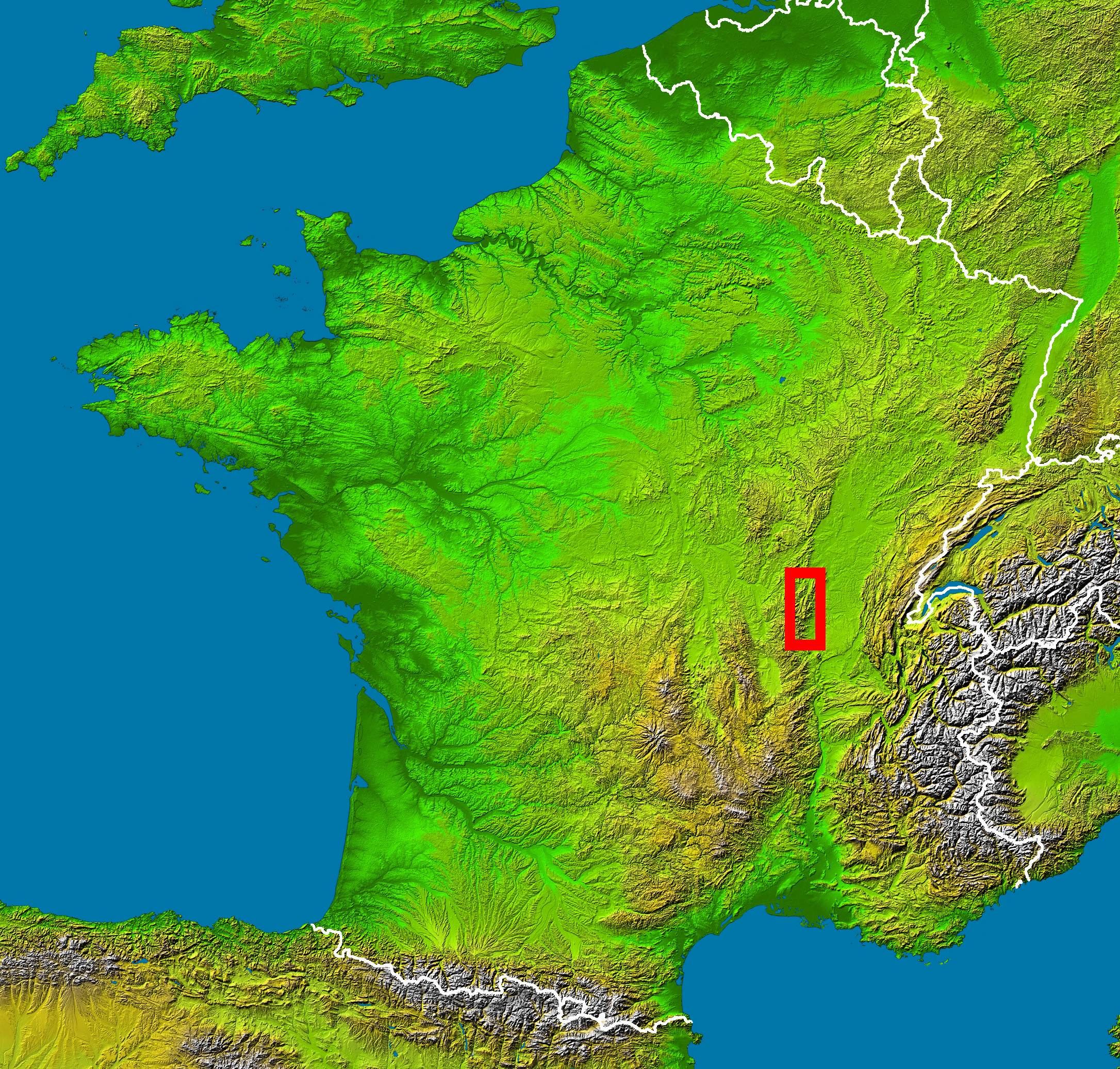
Localização do Beaujolais na França

Beaujolais é uma região situada ao norte de Lião, na França, que se estende no norte do departamento do Ródano e no sul do departamento de Sona e Líger. É uma antiga província francesa cuja capital histórica é Beaujeu, de onde a região tira seu nome, e cuja capital atual é Villefranche-sur-Saône.
A região é conhecida internacionalmente pela sua longa tradição vinícola, e mais recentemente pelo seu popular Beaujolais nouveau.